# Diostracus
Diostracus is een vliegengeslacht uit de familie van de slankpootvliegen (Dolichopodidae).

## Soorten
- D. leucostomus (Loew, 1861)
- D. mchughi Harmston, 1966
- D. olga Aldrich, 1911
- D. prasinus Loew, 1861